# NGC 1818
NGC 1818 est un amas ouvert situé dans la constellation de la Dorade. Cet amas est situé dans le Grand Nuage de Magellan. Il a été découvert par l'astronome écossais James Dunlop en 1826. 
Le site Astronomy Picture Of the Day décrit NGC 1818 comme un jeune amas globulaire. La base de données Simbad classe également NGC 1818 comme un amas globulaire, mais toutes les autres sources consultées le décrivent comme un amas ouvert.

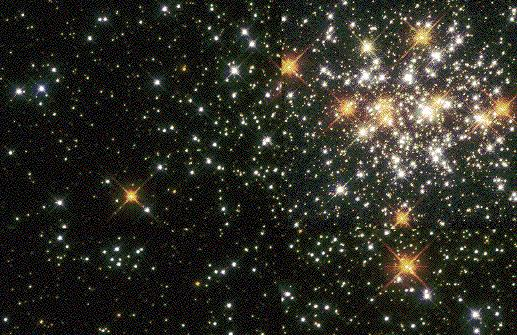
NGC 1818 par le télescope spatial Hubble.